# 최영기 (1891년)
최영기(崔永璣, 1891년 8월 26일 ~ )는 경상남도 남해군에서 북로군정서 상해임정 선전 연락책으로 활약하였다.

## 생애
최영기는 애국사상이 철두철미하였고 1915년 3월에 만주 길림성에서 한인 덕성학교를 창설하였다.
기미년 8월에 북로군정서 상해임정 선전 연락책으로 활약하였으며 군자금을 모금하기 위하여 시베리아로 파견되었다가 1945년 UN군 스파이 및 한인독립단 기관대표란 죄명으로 사형선고를 받고 대기하던중 UN군 폭격으로 탈옥하였다.

## 상훈과 추모
- 국가보훈처에 독립유공자 지정을 신청하였으나 아직까지도 지정되지 못하였다

정부국가 유공자예우 등에 관한 법률에 따라 조선독립에 기여한 애국지사들의 정신을 기리고 있으나,조국의 독을 위해 헌신한 사실이 있음에도 그 공적을 인정받지 못하고 있는 남해군의 애국지사들이 지금도 다수있다.
남해군지에 기록된 남해군 독립가들 가운데 최영기(崔永璣)(1891~미상) 현재 1919년 3.1 만세운동 100주년을 지난 지금까지도 독립유공자로 인정받지 못하고 있는 것이다.
이에 잊혀진 독립운동가들을 재조명하고 그들의 정신을 계승하기 위한 범 군민적 관심이 필요하다.
남해역사연구회는"남해군 독립운동가들을 재조명해 독립유공자로 등재토록하는 것은 남해군과 남해군민들이 만땅히 해야 할 일"이라며 민간이 나서 행하기에 한계가있기 때문에 남해군 차원의 관심이 절실하다.